# Cellitinnen von der Hl. Gertrud
Die Kongregation der Cellitinnen von der Hl. Gertrud ist ein Glied der Cellitenfamilie, die sich, obwohl in verschiedene Gemeinschaften getrennt, vor allem der Krankenpflege widmet.

## Geschichte

### Mittelalter und Neuzeit
Auf die Bitte des Stadtrats von Düren an den Provinzial der Celliten in Köln kamen 1521 sechs Schwestern aus dem Kölner Kloster "Zur Zelle" in die Stadt, wo sie die Pflege der Pestkranken übernahmen. Als sie nach beendigter Arbeit in ihren Konvent zurückkehren wollten, erhielten sie durch den Stadtmagistrat ein Haus auf der Pletzergasse, den so genannten Gertrudenhof. Unter dem Patrozinium der heiligen Gertrud, des heiligen Augustinus und des heiligen Alexius stehend, wurde das Haus schon bald selbstständig. Doch riss die Verbindung der Gemeinschaft in ihre Kölner Heimatstadt, aus welcher sie gewöhnlich einen Dominikaner als Visitator hatten, nie ab. Wir wissen nicht viel über die Gemeinschaft, welche aus etwa 18 Schwestern bestand und sich der Krankenpflege in der näheren und weiteren Umgebung Dürens widmete. So hören wir, dass das Kloster, welches 1770 zwölf Mitglieder zählte, 1791 neben dem eigentlichen Klosterbau noch eine Scheune und einen Garten besaß. Doch waren sie auch jetzt noch so arm, dass sie Korn und andere Dinge erbetteln mussten und den Stadtrat regelmäßig an die ihnen zustehende Jahresspende von zwei Maltern Roggen erinnern mussten.

### 19. Jahrhundert
Drei Jahre später, am 6. Oktober 1794, wurde Köln im Ersten Koalitionskrieg von französischen Truppen unter dem Kommando von Jean-Baptiste Jourdan besetzt. Die Zahl der Schwestern sank, sodass der Konvent 1801 noch elf Schwestern zählte. 1802 stritten zwei Behörden des Départements de la Roer, nämlich das Bureau central de bienfaisance (Wohlfahrtsbüro) und die Commission de hospices (Hospitienkommission), die mit der Aufsicht über die Krankenhäuser betraut war, darum, wem von ihnen die Verwaltung des Klosters zustehe. Am 21. Juni 1806 wurde es schließlich dem Präfekten der Hospitienkommission unterstellt, der im Folgejahr das Klosterarchiv beschlagnahmte. Das Ausbleiben von Klostereintritten junger Frauen wirkte sich auf die Altersstruktur der Gemeinschaft aus. Die Armenverwaltung stellte schließlich 1810 in einem Schreiben an den Generalvikar fest, dass ein Drittel der Schwestern alt und arbeitsunfähig sei und dass Neueintritte dringend erforderlich wären. Der Generalvikar konnte jedoch ebenso wenig wie die Armenverwaltung etwas daran ändern. Bis 1820 war die Zahl der Schwestern auf acht gesunken, so dass die Kommunität neun Jahre später über nicht mehr als vier arbeitsfähige Schwestern verfügte, deren Tätigkeiten sich über das ganze Dürener Land und auch Aachen erstreckte.
Mit dem personellen Verfall ging auch der wirtschaftliche Niedergang einher, so dass die Oberin 1840 den Erzbischof bat, die frei gewordene Stelle eines Hausgeistlichen nicht zu besetzen, da man diesen nicht bezahlen könne. Aufgrund der Finanzlage war es nötig, einmal im Jahr in der Umgebung zu kollektieren. Hierbei kam es mitunter vor, dass eine Schwester zwar die erhaltenen Naturalien abgab, nicht jedoch das Bargeld. Auch die Einnahmen von 2½ Silbergroschen pro Pflegetag gingen nur zu einem Drittel an das Kloster. Die übrigen beiden Drittel erhielten die pflegende Schwester und die Oberin, welche über ein Jahreseinkommen von 50 Talern verfügte.
Wir wissen, dass die Schwestern schon immer über eigenes Vermögen verfügten, doch hören wir 1846, dass einige Schwestern mit Wissen der Oberin ihr Geld auf der Sparkasse anlegten. Hierdurch konnten sie auf über 100 Taler kommen, das Kloster selbst bezog jedoch nur Einkünfte von 197 Talern. Erst seit 1853 ging es mit den Klosterfinanzen wieder bergauf, was nicht zuletzt ein Werk des Hausgeistlichen war, welcher im Kloster wohnte und sich der Sache annahm. In diesem Jahr ging auch die Vermögensaufsicht des Klosters von der Armenverwaltung auf das Generalvikariat über. Zwei Jahre später jedoch begann eine Auseinandersetzung zwischen den beiden Einrichtungen um dieselbe, da die staatliche Seite nun doch nicht darauf verzichten wollte. Erst der Kulturkampf brachte die Entscheidung, als der Landrat am 23. Juli 1875, ohne Voranmeldung, im Kloster erschien und das Vermögen inventarisierte. Weitere Schwierigkeiten der Gemeinschaft waren die inneren Zerwürfnisse. So unterzeichneten die Schwestern nach den Exerzitien des Jahres 1853 ein Protokoll, wonach sie sich zu einer gemeinsamen Kasse verpflichteten. Doch schon bald kamen die ersten Ausbrüche und der Konvent brach in zwei Lager auseinander.
Als auch kein noch so wohlmeinender Kompromissvorschlag zur Beilegung der Streitigkeiten führte, ließ der Erzbischof die Sache um des Friedens willen auf sich beruhen, wollte die Armutspraxis jedoch als Fernziel im Auge behalten. Doch auch die Schwestern wurden von der Sache nicht in Ruhe gelassen, so dass die Exerzitien des Jahres 1858 den entscheidenden Durchbruch brachten und die einzelnen Konventsmitglieder noch während derselben ihre Ersparnisse bei der Oberin ablieferten. Einzig zwei Schwestern konnten sich nicht zu dieser gemeinsamen Kassenführung durchringen, was jedoch nichts daran änderte, dass man am 26. Oktober 1860 die Statuten der Kölner Cellitinnen einführte und noch am 25. Dezember geschlossen die ewigen Gelübde ablegte.
Doch konnte von Frieden im Haus keine Rede sein, kam es doch zu einer neuerlichen Spaltung der Gemeinschaft, welche sich an der Person der Oberin festmachte. Nachdem man noch 1860 mit einer Erweiterung des Klosters und dem Neubau einer Kapelle begonnen hatte, kam es 1863 zu einer ersten Filialgründung in Holzweiler. Die für zwei bis drei Schwestern gedachte Kommunität traf jedoch auf Ablehnung und musste schon nach wenigen Jahren wieder aufgehoben werden. Vier Jahre später sah der Klosterkommissar immer noch keine geeignete Person für die Stellung der Oberin im Kloster, so dass die Gemeinschaft erst durch Mutter Paula Nesselrath, welche von den 13 Schwestern 1882 gewählt wurde, zur Blüte geführt werden konnte. Schon fünf Jahre nach ihrer Wahl gelang ihr in Buir eine erste Filialgründung und 1894 die endgültige Unabhängigkeit von der Beaufsichtigung der Armenverwaltung.

### 20. Jahrhundert und Gegenwart
Bis 1910 wuchs die Kongregation bischöflichen Rechtes auf 130 Schwestern in elf Niederlassungen. Bei Mutter Paulas Ausscheiden aus dem Amt der Generaloberin (1921) waren es bereits 199 Schwestern in 20 Niederlassungen. Kaum hatten sie sich am 25. April 1931 dem Augustinerorden aggregiert, als die Drangsale des Dritten Reiches über die Gemeinschaft hereinbrachen, welche mit der Totalzerstörung Dürens, am 16. November 1944, ihren Höhepunkt fanden. Ein Opfer dieses Angriffes wurde auch das Mutterhaus, in welchem 26 Schwestern und zahlreiche andere Menschen den Tod fanden. Die Generaloberin nahm nun ihren Sitz im Noviziatshaus zu Niederau, welches er bis zum heutigen Tag geblieben ist, da man aufgrund mangelnder Platzverhältnisse auf einen Wiederaufbau des alten Mutterhauses verzichtete. Mit dem Dritten Reich ließen auch die Neueintritte nach, so dass die Kongregation zahlreiche Niederlassungen aufheben musste. 1966 gab es noch 124 Schwestern in 13 Häusern, im Jahre 1996 nur noch 28 Schwestern in fünf Häusern. Im Jahre 2009 zählten sie noch elf Schwestern.
Der erste weltliche Leiter einer Ordensgemeinschaft im Bistum Aachen wurde im März 2020 der frühere Leiter der Caritas-Krankenhäuser im Kreis Düren, Gabor Szük.